# Hans Bielenstein (Sinologe)
Hans Bielenstein (* 8. April 1920 in Stockholm; † 8. März 2015 in New York City) war ein US-amerikanischer Sinologe schwedischer Herkunft.

## Leben
Hans Bielenstein, der Sohn des Pfarrers Maximilian Bielenstein, studierte Geschichte und Orientalistik an der Universität Stockholm. Sein akademischer Mentor wurde der Sinologe Bernhard Karlgren. Bielenstein erreichte 1945 den Magistergrad und 1947 den Lizenziat. 1952 ging er als Professor an das Canberra University College, wo er 1953 die School of Oriental Studies gründete. Bielenstein war der erste Vertreter der Sinologie an einer australischen Universität.
1961 wechselte er an die Columbia University in New York, wo er ab 1969 das Department of East Asian Languages and Cultures leitete. 1988 trat er als Dean Lung Professor of Chinese in den Ruhestand.
Bielensteins Forschungsschwerpunkt war die chinesische Geschichte. Er beschäftigte sich mit Wirtschafts-, Handels-, Militär- und Verwaltungsgeschichte des frühen chinesischen Kaiserreichs. Besonderes Interesse widmete er den Epochen von der Han-Dynastie bis zur Song-Dynastie.

## Schriften (Auswahl)
- The Restoration of the Han Dynasty, with Prolegomena on the Historiography of the Hou Han Shu. Stockholm/Göteborg 1953
- The Bureaucracy of Han Times. Cambridge 1980. Nachdruck Cambridge 2009
- Diplomacy and trade in the Chinese world 589–1276. Leiden 2005 (Handbook of Oriental Studies. Band 4,18)